# Birch Monroe
Birch Monroe est un violoniste et bassiste américain né le 16 mai 1901 à Rosine dans le Kentucky, et mort en mai 1982 dans l'Indiana.
Birch est le frère aîné de Charlie et Bill Monroe. Ils forment à eux trois la première version du groupe musical des Monroe Brothers en 1929. Birch quitte le groupe en 1934 et c'est sans lui que les Monroe Brothers rencontrent le succès au fil des années 1930, jusqu'à leur séparation en 1938.